# Provinz Sidi Ifni

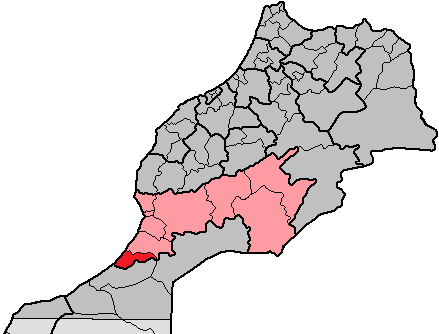
Provinz Sidi Ifni innerhalb der ehemaligen Region Souss-Massa-Draâ

Die etwa 3800 km² große und etwa 120.000 Einwohner zählende Provinz Sidi Ifni gehört seit dem Jahr 2015 zur marokkanischen Region Guelmim-Oued Noun (davor zu Souss-Massa-Draâ).

## Geografie

### Lage
Die Provinz Sidi Ifni grenzt im Westen an den Atlantik, im Norden an die Provinz Tiznit und im Süden an die Provinz Guelmim.

### Landschaft
Die Provinz ist eingebettet in die westlichen Ausläufer des Anti-Atlas-Gebirges. Östlich eines flachen Küstenstreifens wird das Landschaftsprofil schnell hügeliger und steigt gegen Osten bis in Höhen von über 1000 m an.

## Bevölkerung
Die Arabisch und berberische Dialekte (Taschelhit und Zentralatlas-Tamazight) sprechende muslimische Bevölkerung lebt zu etwa 75 % in ländlichen Gemeinden. Nur etwa 25 % lebten im Jahr 2014 in den drei wichtigsten Städten Sidi Ifni (ca. 23.000 Einw.), Mirleft (ca. 5.000 Einw.) und Lakhsas (ca. 5.000 Einw.).

## Geschichte
Die Geschichte der Provinz ist eng mit der der Stadt Sidi Ifni verbunden, die von 1884 bis 1969 eine spanische Exklave war. Nach der Unabhängigkeit Marokkos (1956) blieb der Sonderstatus des Territoriums bis zum Jahre 1969 bestehen; danach wurde das Gebiet in die ehemalige Provinz Agadir eingegliedert, von der im Jahre 1975 die Provinz Tiznit abgetrennt wurde. Von dieser wiederum spaltete sich – nach heftigen Protesten im Vorjahr, bei denen auch die über hundert Jahre alten eigenständigen Traditionen eine nicht unwesentliche Rolle spielten – die im Jahr 2009 die neugeschaffene Provinz Sidi Ifni ab.

## Wirtschaft
Haupterwerbszweige der Provinz sind Landwirtschaft und Fischfang. Daneben gibt es mehrere kleinere Kooperativen zur Herstellung von Arganöl und auch Kaktusfeigen werden zu Marmelade etc. verarbeitet. Die schönen Sandstrände und die kolonialzeitlich bedingte europäisch-liberale Infrastruktur bieten überdies ein wichtiges Potential für den sich entwickelnden Tourismus. Bei Surfern sind die Strände von Sidi Ifni schon seit langem geschätzt.

## Sehenswürdigkeiten
Die vorwiegend in den 1930er Jahren erbaute Stadt Sidi Ifni verfügt über zahlreiche Art-Déco-Bauten, in denen auch maurische Stilelemente integriert wurden, und vermittelt bis auf den heutigen Tag ein europäisch-koloniales Flair.